# Brzozówka (Grande-Pologne)
Pour les articles homonymes, voir Brzozówka.
Brzozówka (prononciation : [bʐɔˈzufka]) est un village polonais de la gmina d'Okonek dans le powiat de Złotów de la voïvodie de Grande-Pologne dans le centre-ouest de la Pologne.
Il se situe à environ 10 kilomètres au nord-ouest d'Okonek (siège de la gmina), 33 kilomètres au nord-ouest de Złotów (siège du powiat), et à 134 kilomètres au nord de Poznań (capitale de la Grande-Pologne).
Le village possédait une population de 80 habitants en 2006.

## Histoire
De 1975 à 1998, le village faisait partie du territoire de la voïvodie de Piła.

Depuis 1999, Brzozówka est situé dans la voïvodie de Grande-Pologne.